# Detarium
Genre
Detarium est un genre de plantes à fleurs dicotylédones de la famille des Fabaceae (Légumineuses), sous-famille des Caesalpinioideae, originaire d'Afrique, qui comprend quatre espèces acceptées. 

## Liste d'espèces
Selon The Plant List (16 décembre 2018) :
- Detarium beurmannianum Schweinf.
- Detarium macrocarpum Harms
- Detarium microcarpum Guill. & Perr.
- Detarium senegalense J.F.Gmel.